# Успение Богородично (Сяр)
„Успение Богородично“ (на гръцки: Ιερός Ναός Κοιμήσεως τῆς Θεοτόκου) е православна църква в източномакедонския град Сяр (Серес), Егейска Македония, Гърция, енорийски храм на Сярската и Нигритска епархия на Вселенската патриаршия.

## История
Църквата е разположена на улица „Александридис“ № 10 и „Тесалоники“. Построена е от заселилите се в Сяр в 1923 година гърци бежанци от Турция, основали новите квартали Неа Йония, Византио и Писидия. На среща, проведена на 12 май 1952 година, 500 семейства се събират и подписват молба за създаване на енория и изграждане на храм. През 1955 година е изградена малък дървен храм, посветен на Успение Богородично, като параклис на „Свети Архангели“. В 1961 година е обявен за енорийски храм и са определени границите на новата енория. В 1962 година започва изграждането на нова църква с бюджет от 1 800 000 драхми. Храмът е с големи размери – 35 на 18 m и в архитектурно отношение е кръстокуполен. Апсидата на изток е тройна, а олтарът е мраморен. Храмът е изписан от серския зограф Георгиос Златанис. В него има три параклиса – „Света Богородица Достойно Ест“, „Свети Йоан Руски“ и „Света Анастасия Римлянка“.